# Goethegasse
Die Goethegasse befindet sich im 1. Wiener Gemeindebezirk, der Inneren Stadt. Sie wurde 1919 nach dem Dichter Johann Wolfgang von Goethe benannt.

## Geschichte

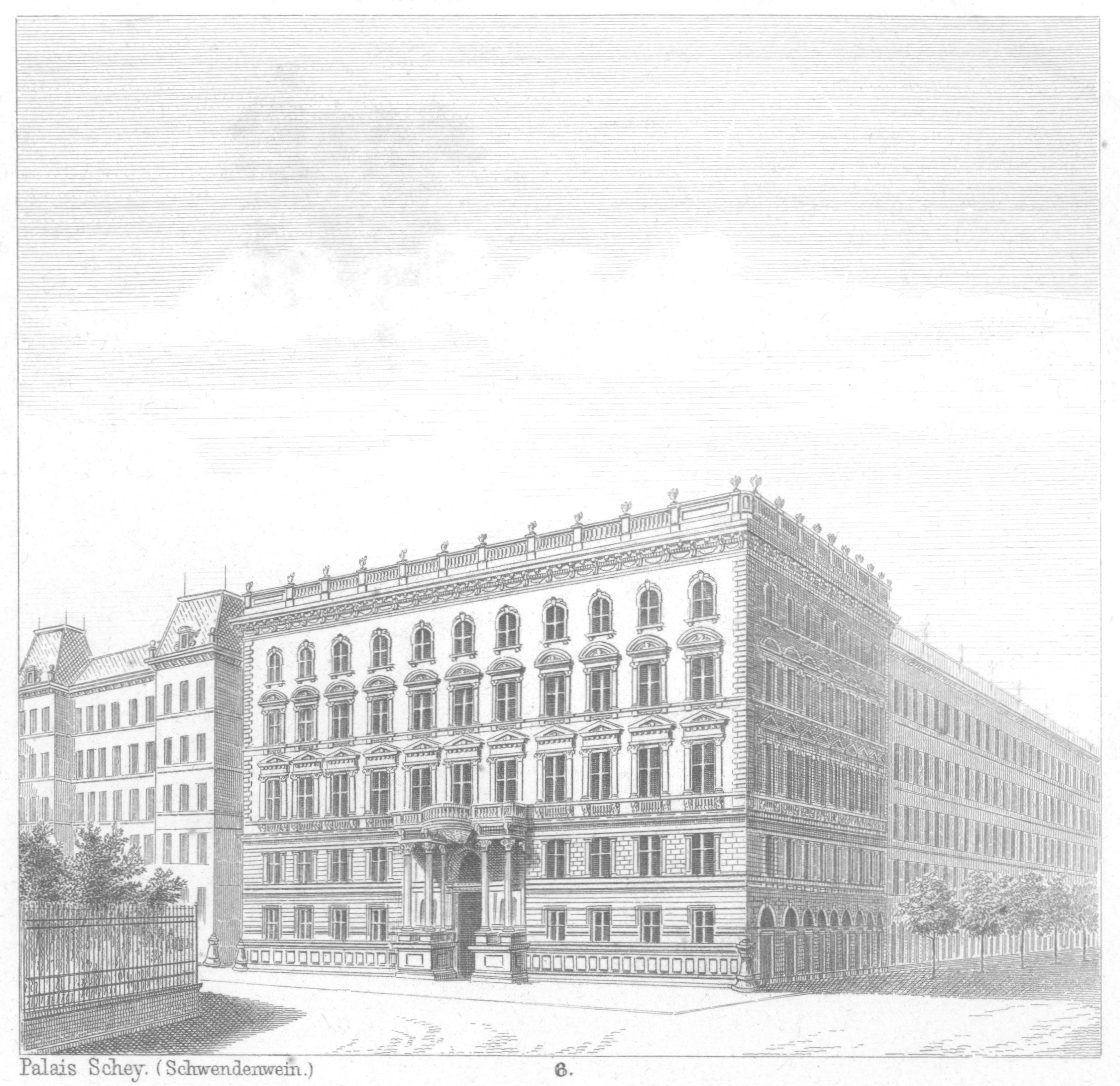
Goethegasse (1879)

An der Stelle der heutigen Goethegasse befand sich als Teil der Wiener Stadtbefestigung die Augustinerbastei. Als die Stadtmauer mit ihren Basteien und dem vorgelagerten Glacis schon längst keine militärische Funktion mehr erfüllte, wurde beschlossen stattdessen die Wiener Ringstraße als Prachtboulevard zu eröffnen und zu beiden Seiten davon neue Gebäude und Straßenzüge zu errichten. Eine der neuen Straßen war auch die 1862 eröffnete Albrechtsgasse, die zunächst nur vom heutigen Schillerplatz bis zur Ringstraße reichte. 1863 wurde dann die gegenüberliegende Augustinerbastei abgetragen und in der Folge die Albrechtsgasse auf der Stadtinnenseite verlängert. Dieser Abschnitt bildete die Südgrenze des Burggartens. Benannt wurde die Albrechtsgasse nach dem Feldmarschall Erzherzog Albrecht.
Im Jahr 1900 wurde an der Einmündung der inneren Albrechtsgasse in die Ringstraße ein Denkmal für Johann Wolfgang von Goethe errichtet. Dieses Denkmal wurde zum Anlass, dass die Albrechtsgasse nach dem Ende der Monarchie 1919 in Goethegasse umbenannt wurde. 1978 trennte man den äußeren Abschnitt der Goethegasse von der Ringstraße bis zum Schillerplatz von dieser ab und nannte ihn Robert-Stolz-Platz.

## Lage und Charakteristik

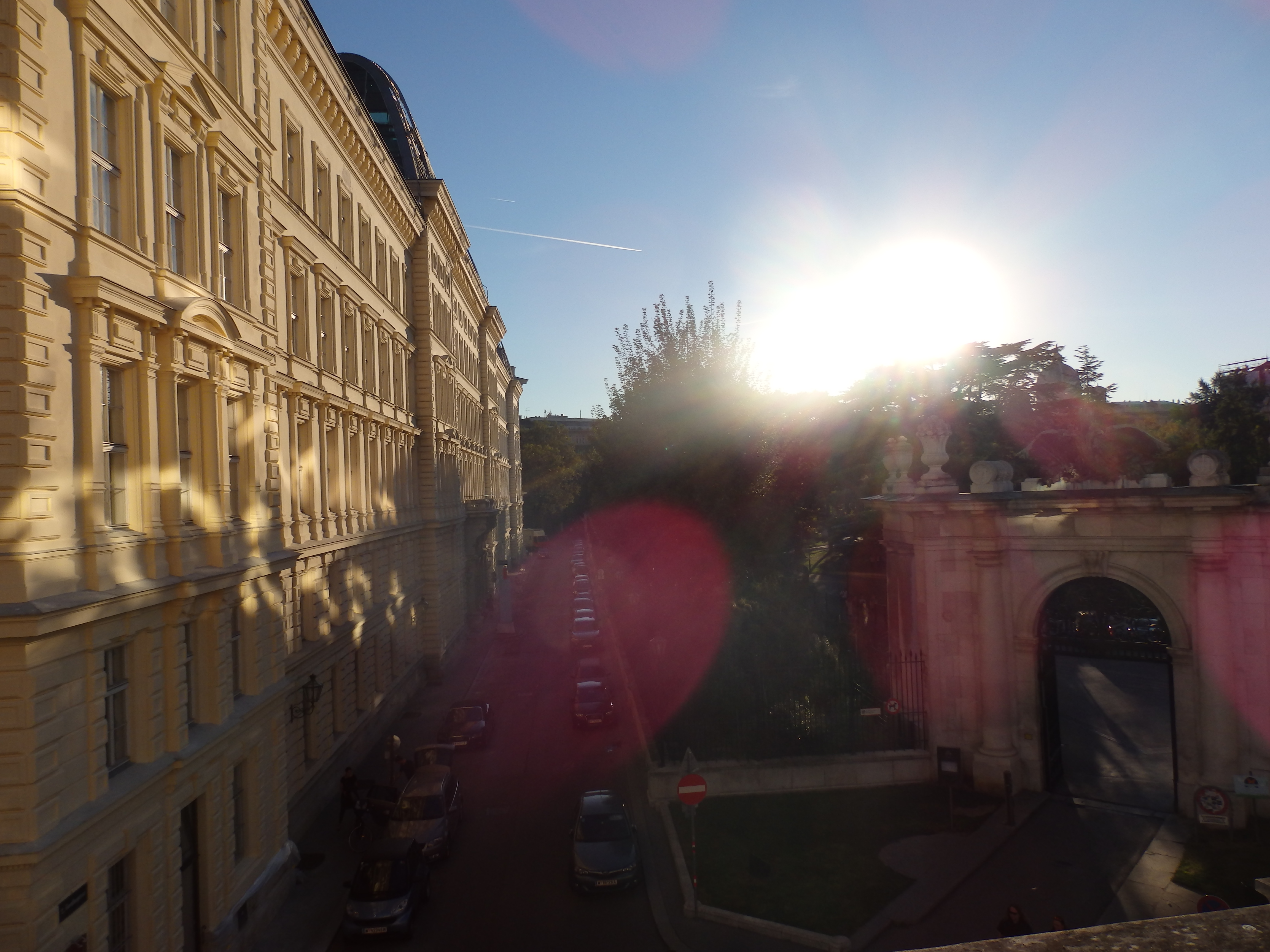
Goethegasse von der Hanuschgasse nach Südwesten

Die Goethegasse verläuft von der Hanuschgasse in südwestlicher Richtung bis zur Nebenfahrbahn des Opernrings, wobei hier das Goethedenkmal inselartig von der Goethegasse umschlossen wird. Sie wird als Einbahnstraße geführt. Es verkehren auf ihr keine öffentlichen Verkehrsmittel. Die Gehsteige sind zum Teil äußerst schmal, wodurch Fußgänger meist über den anschließenden Burggarten von der Albertina zur Ringstraße gelangen. Da sich auch keine Geschäfte oder Lokale an der Goethegasse befinden, ist diese nicht sonderlich attraktiv für Spaziergänger. Gründe hierherzukommen bieten ein Polizeiwachzimmer und die Bundestheaterverwaltung.

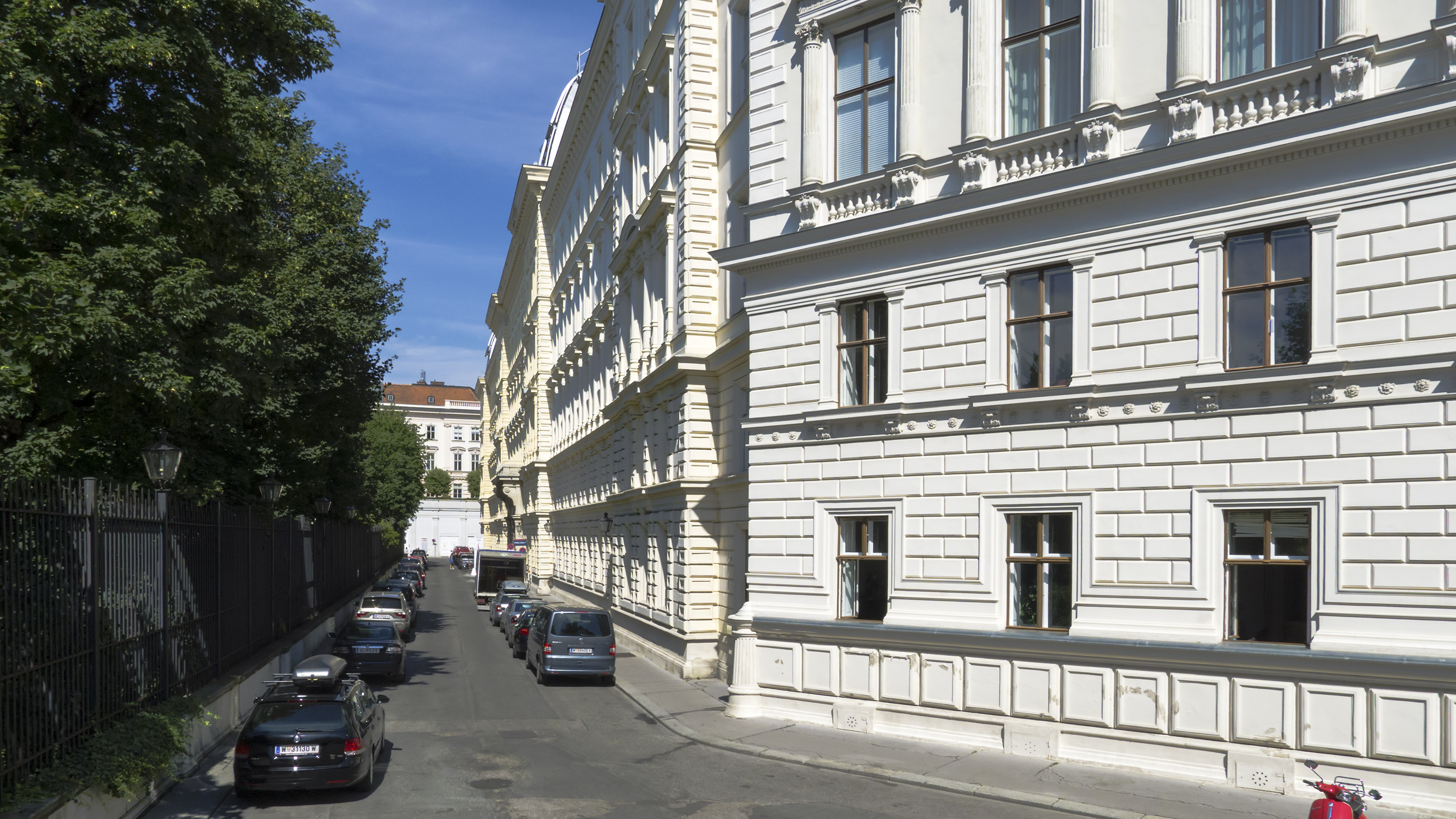
Goethegasse vom Opernring nach Nordosten

An der gesamten rechten Straßenseite befindet sich die Parkanlage des Burggartens, die durch einen prächtigen Zaun von der Straße getrennt wird. Das gemauerte Burggartentor ermöglicht am Beginn der Goethegasse den Zutritt. Die linke Straßenseite hingegen ist sehr einheitlich im historistischen Stil der Neorenaissance verbaut. Am Beginn der Goethegasse steht eine Statue für den Barockdichter Abraham a Sancta Clara, an deren Ende das Goethedenkmal von Edmund Hellmer. Park, Denkmäler und eines der beiden Bauwerke stehen unter Denkmalschutz.

## Bauwerke

### Abraham a Sancta Clara-Denkmal
Am Beginn der Goethegasse, an der Ecke zur Hanuschgasse und neben dem Burggartentor, befindet sich die schlichte Figur des deutschen Barockpredigers und -dichters Abraham a Sancta Clara, der einer der bedeutendsten katholischen Prediger in Wien war. Hans Schwathe schuf dieses Denkmal 1928, das aus einem Sockel mit Namensinschrift und einer stehenden Steinfigur des Predigers in Ordenstracht besteht. Es steht unter Denkmalschutz.

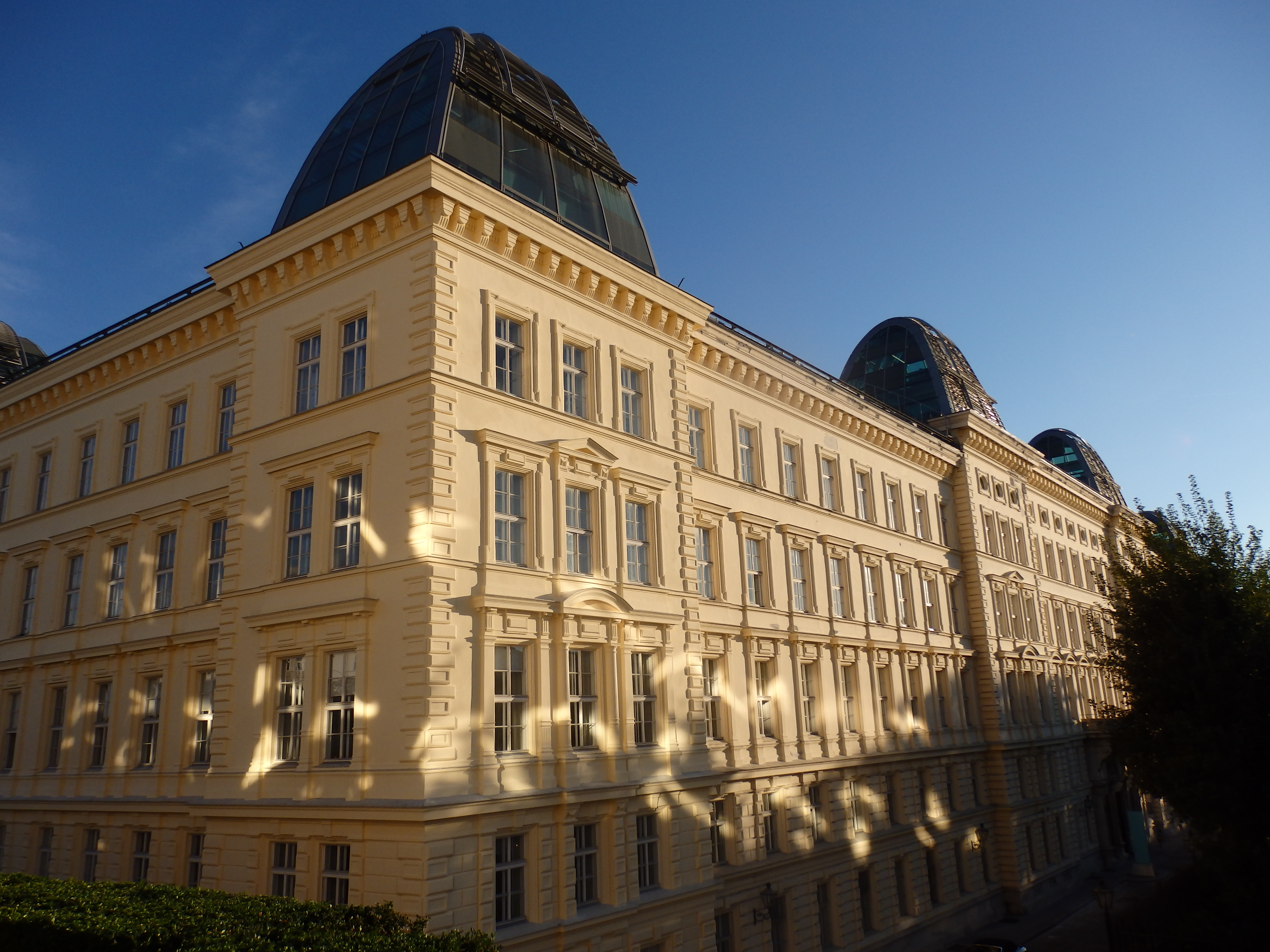
Hanuschhof (1862–1863) von Anton Hefft

### Nr. 1: Hanuschhof
Ursprünglich standen an dieser Stelle eine Reitschule und Stallgebäude, die durch einen gedeckten Übergang mit dem Palais Erzherzog Albrecht verbunden waren. Das ehemalige Nebengebäude des Erzherzog Albrecht-Palais wurde 1862–1863 von Baumeister Anton Ölzelt nach Plänen von Architekt Anton Hefft an der Ecke zur Hanuschgasse errichtet. Der heute gängige Name Hanuschhof leitet sich von der Lage an der Hanuschgasse ab. Man darf den innerstädtischen Hanuschhof nicht mit dem gleichnamigen Gemeindebau im 3. Wiener Gemeindebezirk Landstraße verwechseln.
Beim Hanuschhof handelt es sich um einen monumentalen Baublock auf unregelmäßigem Grundriss mit drei Innenhöfen. Einfahrten befinden sich sowohl an der Hanuschgasse als auch an der Goethegasse. Die breit gelagerte Fassade an der Goethegasse ist in Formen der Neu-Wiener Renaissance gestaltet und durch ortsteingequaderte Risalite sowie additiv gereihte Giebelfenster gegliedert. Die Haupteinfahrt an der Goethegasse besteht aus einer dreischiffigen Pfeilerhalle mit einer Pendentifkuppel zwischen Tonnengewölben. Im Haupthof steht anstelle einer frühhistoristischen Winterreitschule freistehend ein neobarocker Neubau von Hugo Schuster aus dem Jahr 1914.
Auf dem weitläufigen Gelände sind vor allem Büros und Einrichtungen der Österreichischen Bundestheater untergebracht. Die ART for ART Theaterservice GmbH betreibt hier Kostümwerkstätten. Von 2005 bis 2014 befand sich im Hanuschhof auch das Staatsopernmuseum.
2022 wurde im Hanuschhof die Heidi Horten Collection von Kunstsammlerin Heidi Goëss-Horten unter Direktorin Agnes Husslein eröffnet. Die Ausstellungsfläche beträgt auf drei Ebenen 1.500 Quadratmeter, für die Adaption des Hanuschhofs zum Museum war das Architekturbüro The Next Enterprise verantwortlich.

### Burggarten

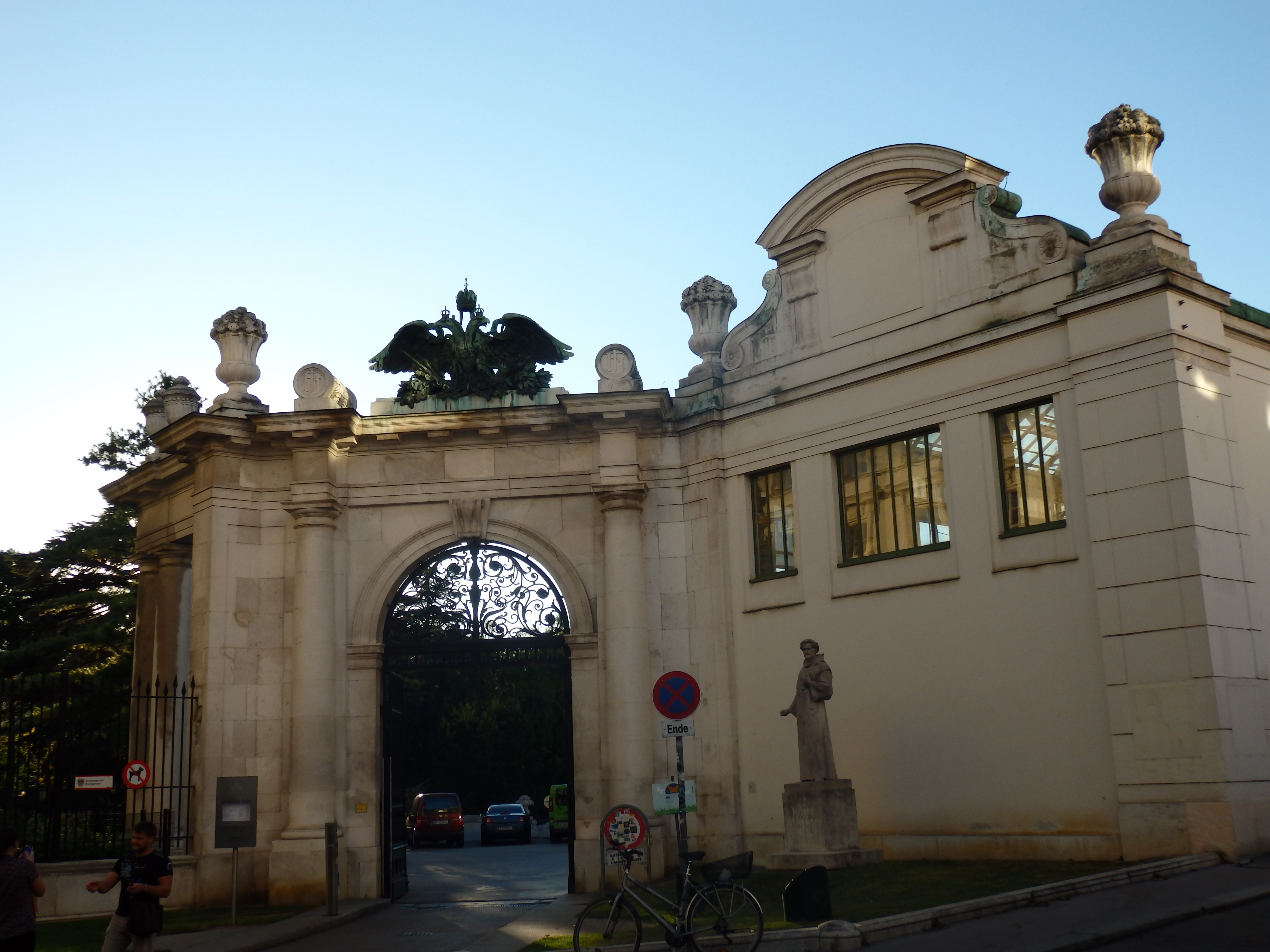
Burggartentor und Abraham a Sancta Clara-Denkmal

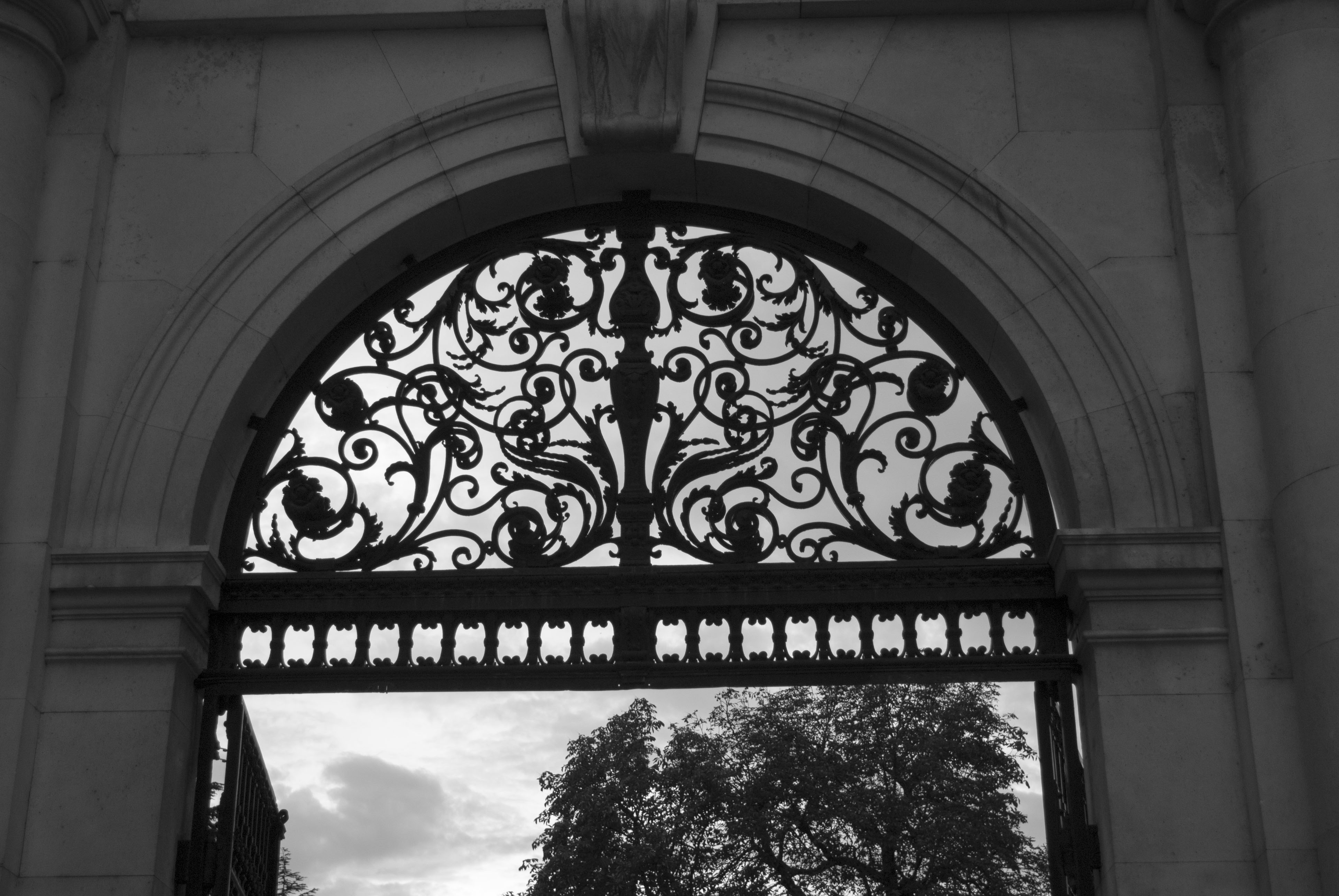
Burggartentor, Detail

→ siehe auch Hauptartikel Burggarten (Wien)
Die bedeutende, auf einen mittelalterlichen Paradiesgarten zurückgehende Parkanlage, schließt den Komplex der Hofburg gegen Südosten ab. Dabei handelt es sich um eine spätklassizistische Anlage in Form eines englischen Gartens mit altem Baumbestand. Im Burggarten befinden sich ein Weiher und mehrere Denkmäler; an den Rändern schließt der Park mit Terrassen, Freitreppen und dem Palmenhaus ab.
Der Burggarten wird gegen die Ringstraße und die Goethegasse durch eine 1863 bis 1865 errichtete Einfriedung mit ursprünglich vergoldetem Gitter abgetrennt. Der Entwurf stammt von Moritz von Loehr, die Gitter wurden von der Fürst Salmschen Eisengießerei in Blansko hergestellt, wobei diejenigen zur Goethegasse nach 1945 erneuert werden mussten. Auf einem Steinsockel ruhen die Gitter zwischen Gusseisensäulen mit Laternen.
An der Ecke Goethegasse und Hanuschgasse befindet sich das Burggartentor. Es handelt sich um ein toskanisches Säulenportal, über dem sich ein bronzener Doppeladler befindet. Bemerkenswert ist auch das Schmiedeeisengitter. Auf dem seitlich weitergeführten Gebälk erheben sich Vasen. Das Burggartentor wurde 1910 von Ludwig Baumann entworfen.

### Nr. 3: Palais Schey von Koromla
→ siehe auch Hauptartikel Palais Schey von Koromla
Das historistische Gebäude in Formen der italienischen Renaissance wurde 1862 bis 1864 von Johann Romano von Ringe und August Schwendenwein von Lanauberg an der Ecke Goethegasse und Opernring für den Bankier Friedrich Schey von Koromla errichtet. Die Fassade besteht aus einer hohen rustizierten Sockelzone, die an der Seite zum Opernring Arkaden aufweist. Die Oberzone ist ortsteingequadert und zeigt in der Beletage Ädikulafenster mit korinthischen Dreiviertelsäulen auf Konsolen, Sohlbankgesims und Parapetbalustrade. Die Fassade schließt mit einer zurückgesetzten Attikabalustrade ab.
Bemerkenswert ist das mächtige Portal. Vor Pilastern erheben sich zweigeschoßige korinthische Säulen auf hohen Postamenten. Dazwischen befinden sich Nischen mit Pokalen und Mezzaninfenstern. Über dem Tor sieht man eine Wappenkartusche mit Krone sowie ein Thermenfenster. Das mächtige, hervortretende Gebälk trägt einen Beletage-Balkon auf Muschelkonsole.
Reich ausgestattet sind Vestibül, Innenhof und Treppenhaus sowie im Mezzanin ein ehemaliges Arbeitszimmer. Die Innendekoration ist im Stil des Neorokoko gestaltet. Das Gebäude steht unter Denkmalschutz. 

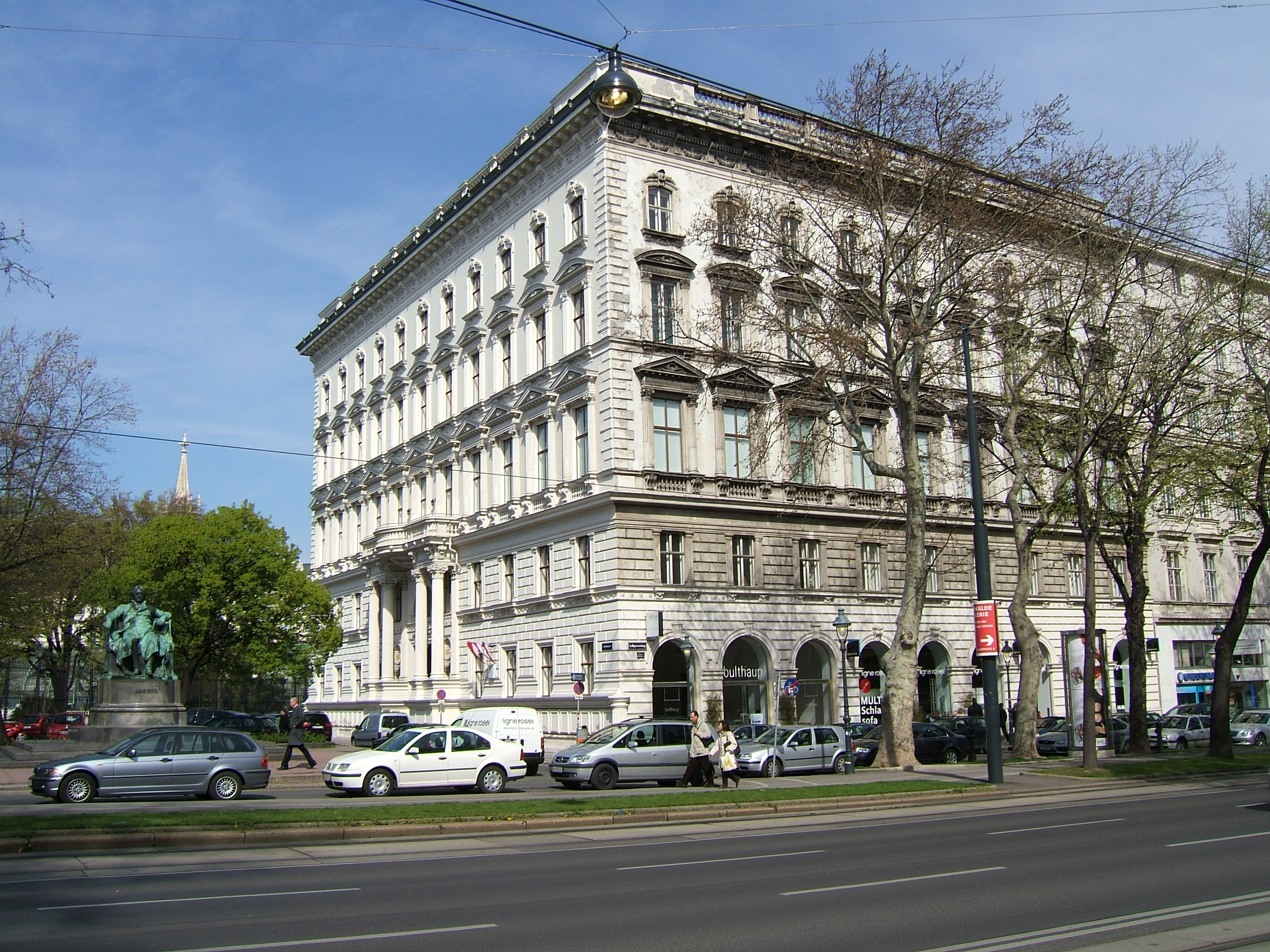
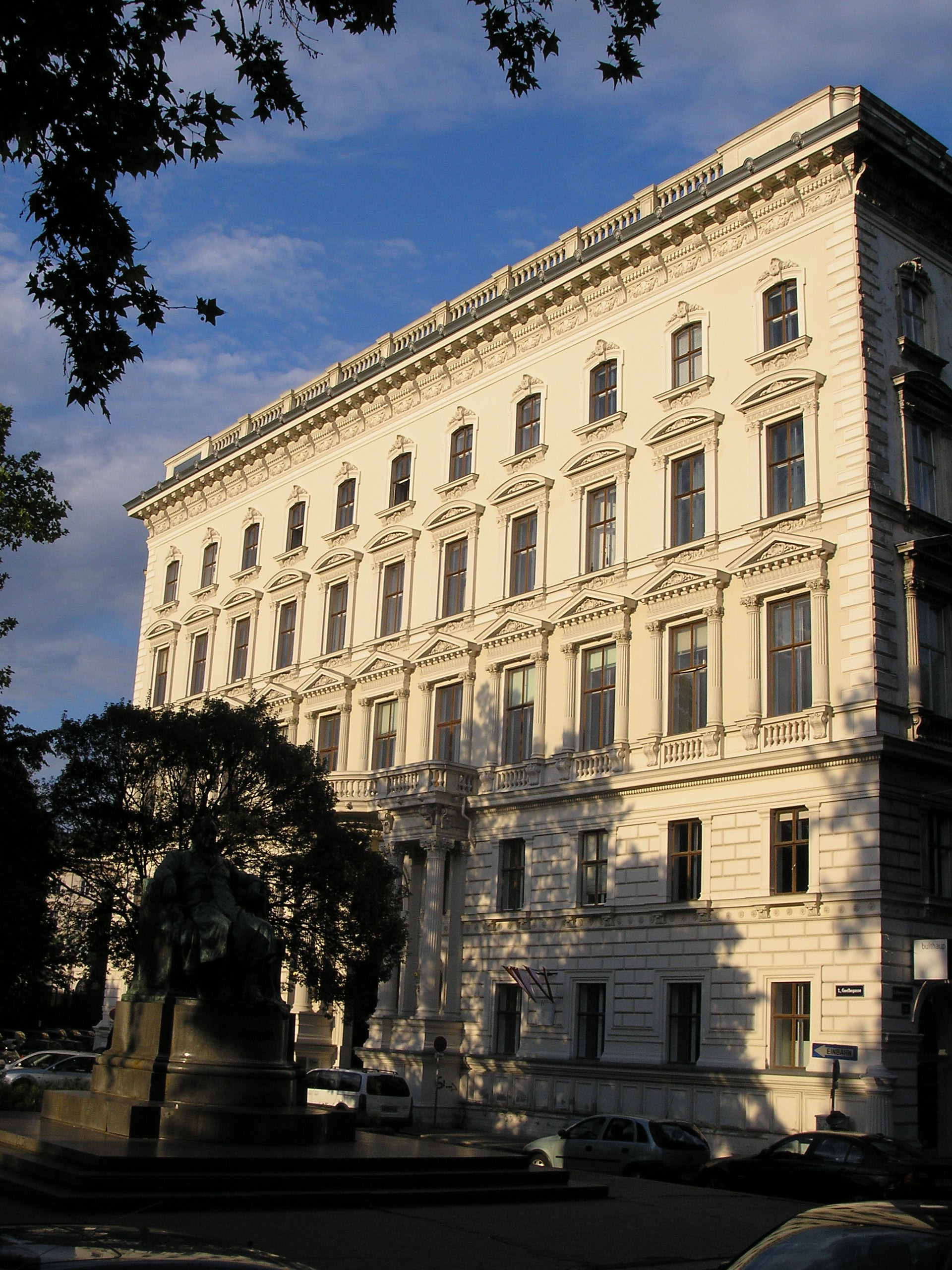
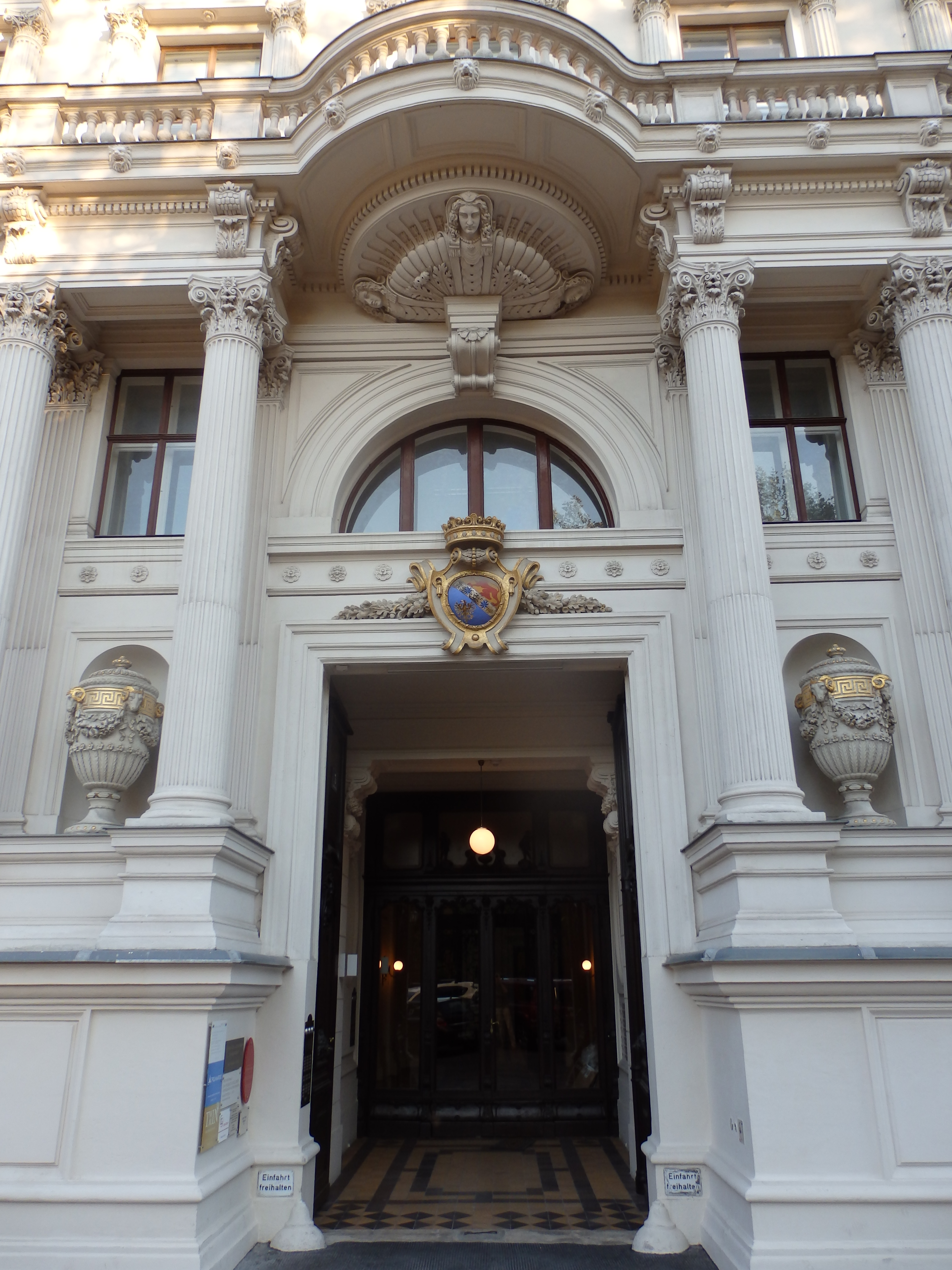
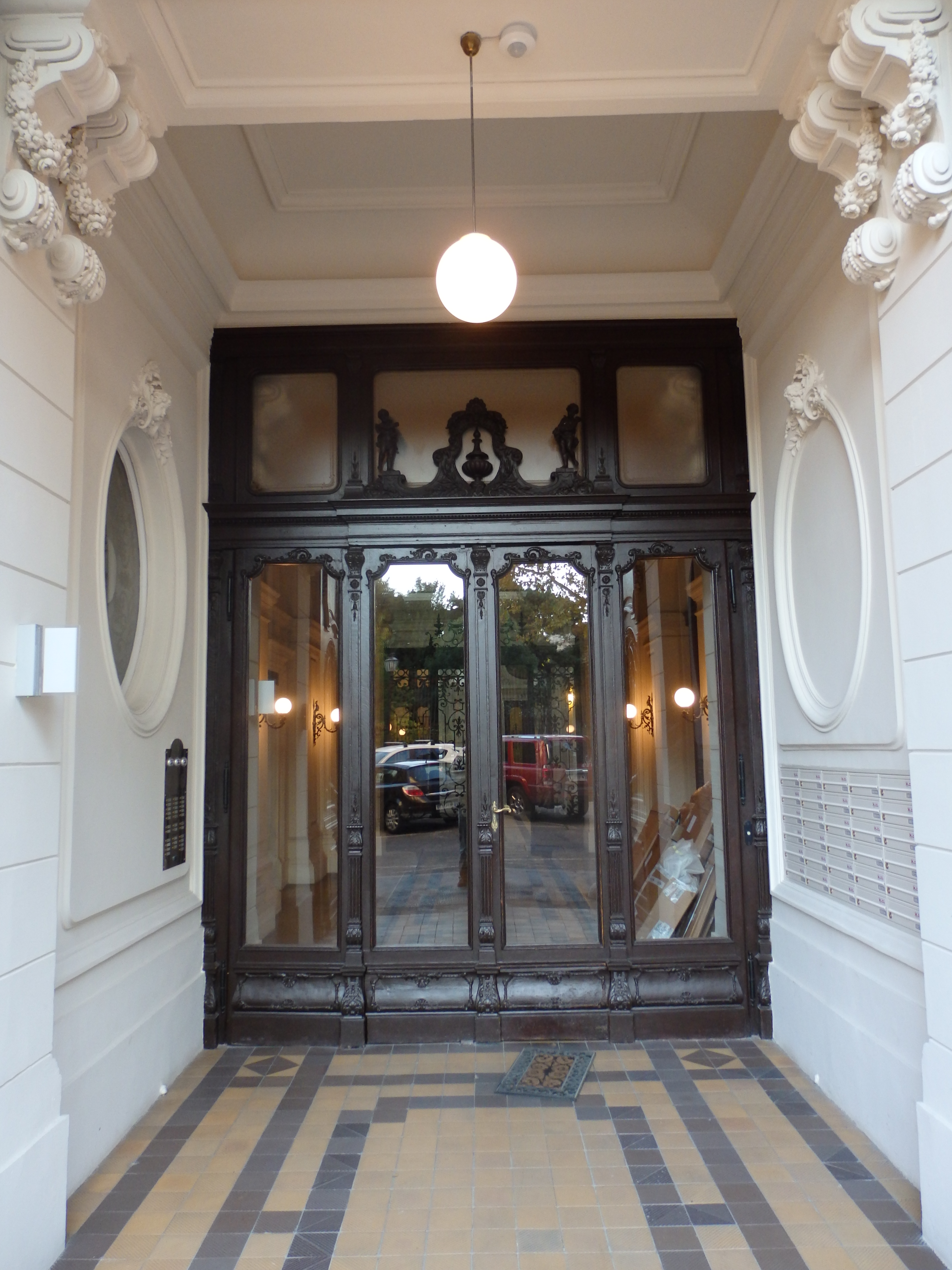
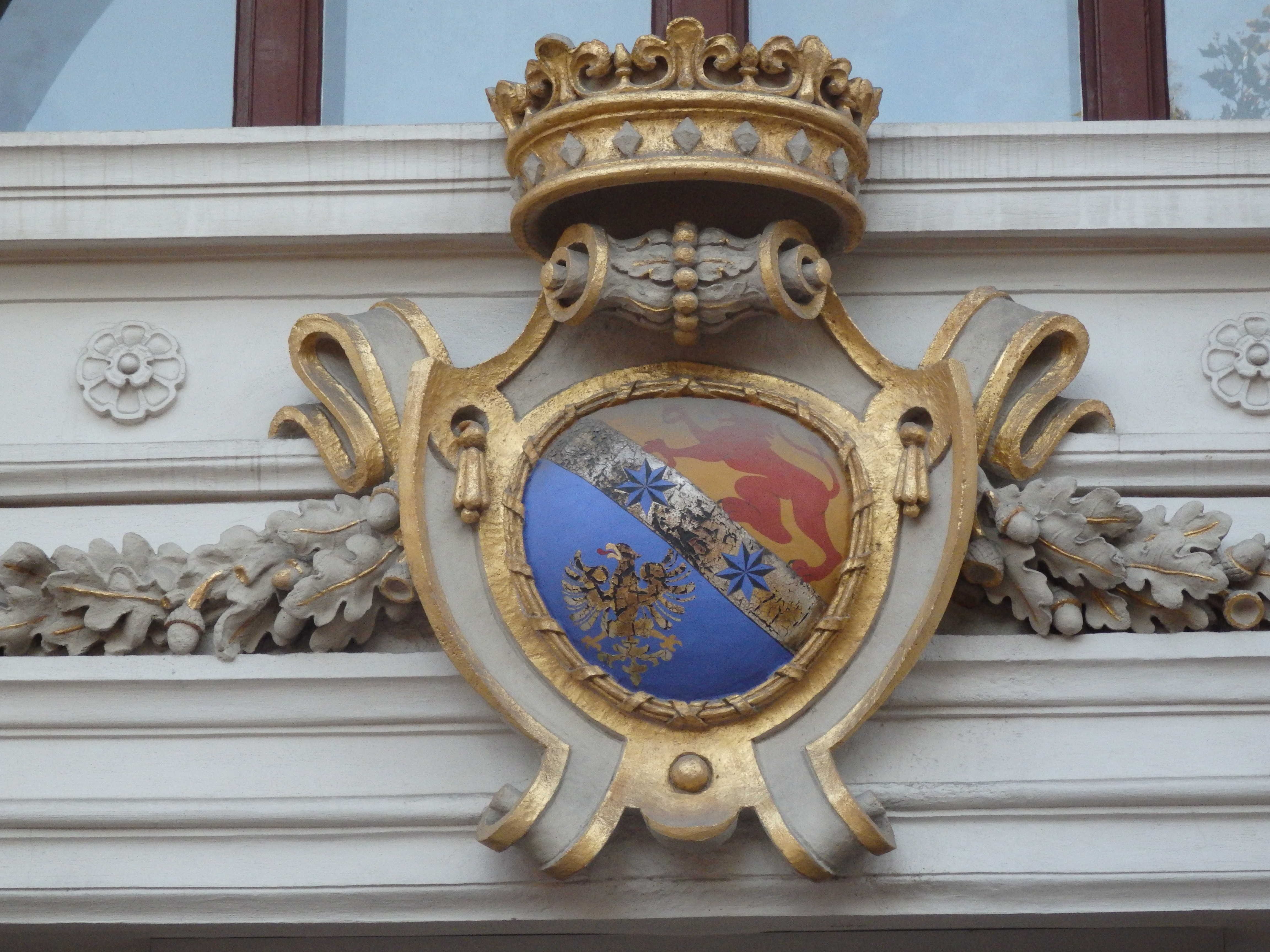
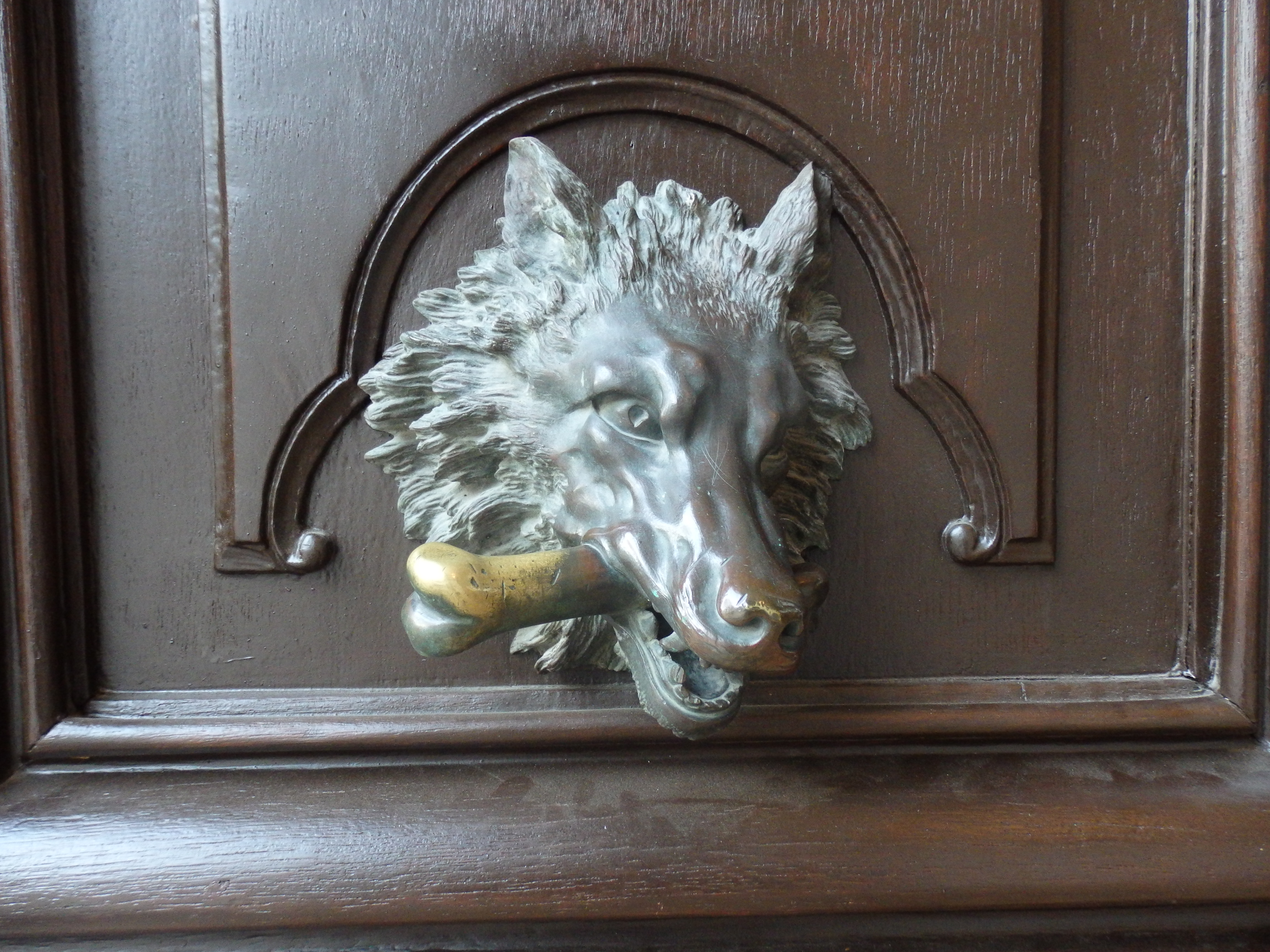
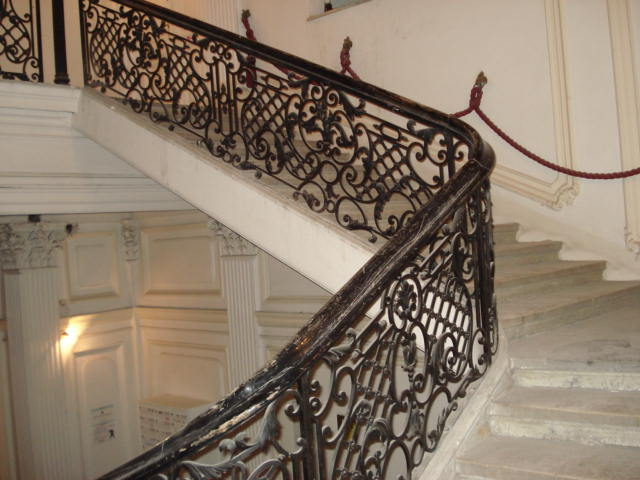

### Goethedenkmal

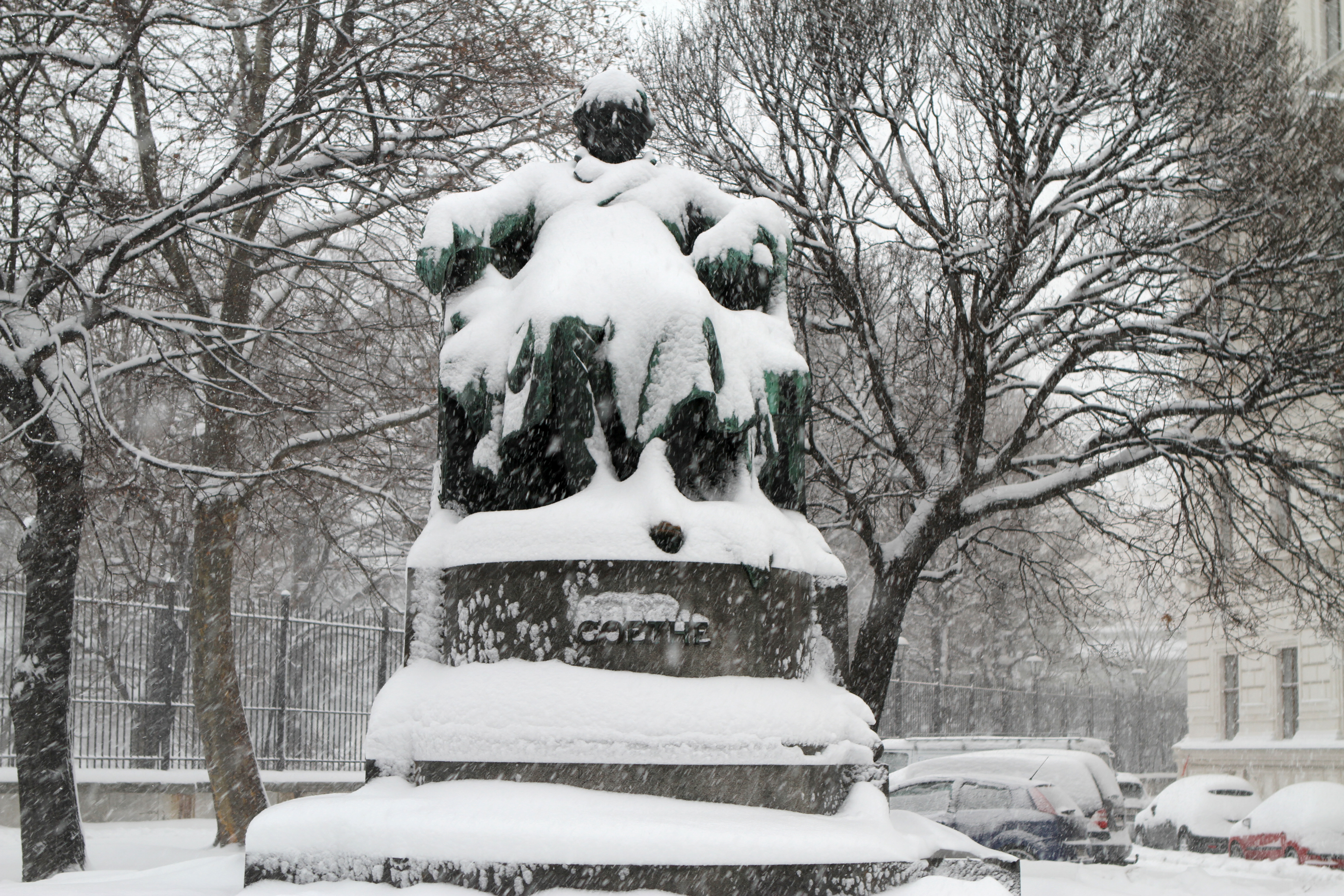
Goethedenkmal im Winter

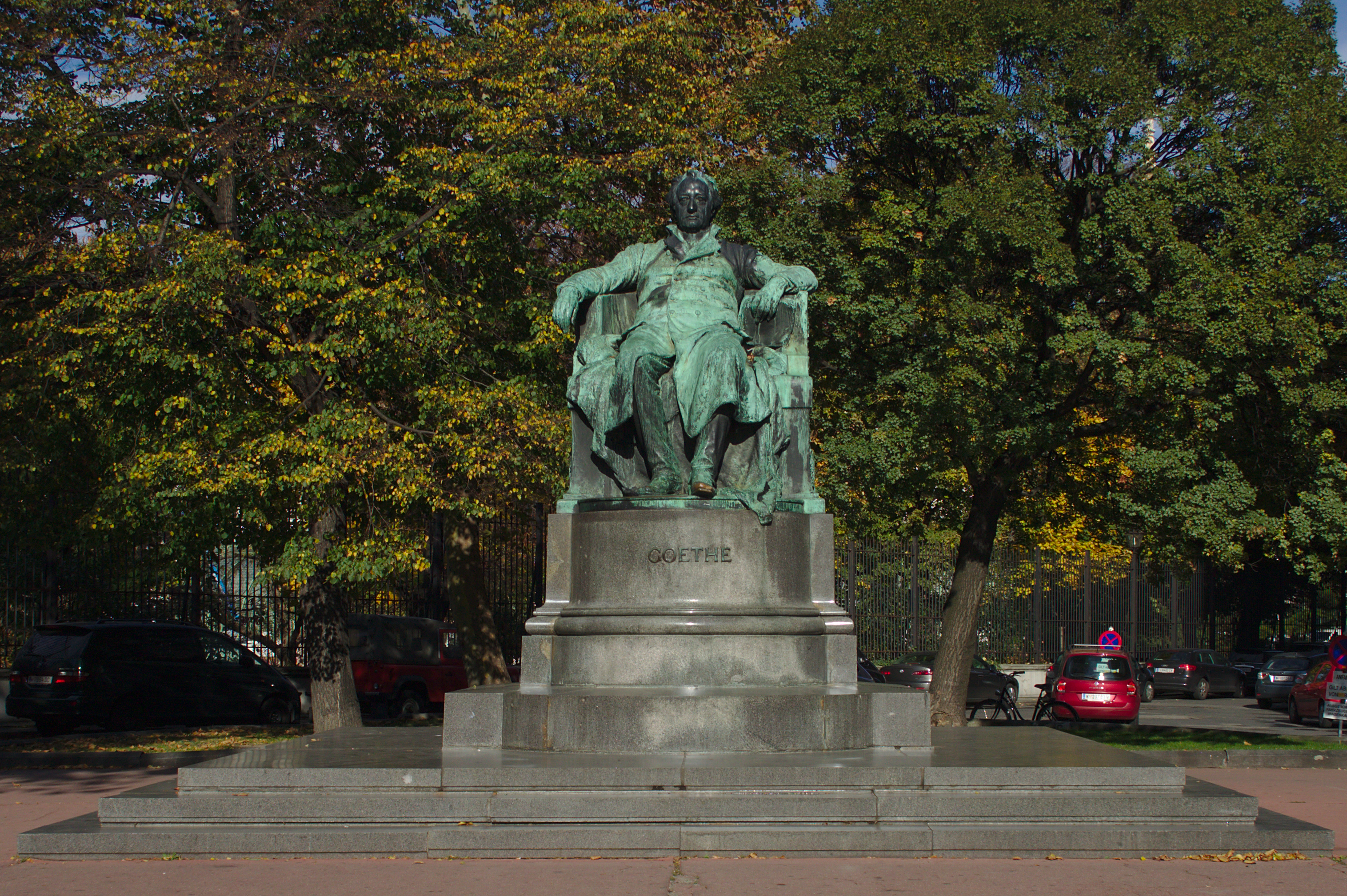
Goethedenkmal (1900) von Edmund von Hellmer

→ siehe auch Hauptartikel Goethedenkmal (Wien)
An der Einmündung der Goethegasse in den Opernring steht inmitten der Fahrbahn das Denkmal für Johann Wolfgang von Goethe. Es liegt direkt gegenüber dem älteren Schillerdenkmal auf dem Schillerplatz. Es wurde 1895 bis 1900 von Edmund von Hellmer geschaffen und 1900 enthüllt.
Das Denkmal besteht aus einem großräumigen, gestuften Sockel und Postament, auf dem in einem Prunksessel sitzend die Bronzefigur des Dichters ruht. Am Sockel erinnert eine Inschriftenplatte an die Errichtung durch den Wiener Goethe-Verein. Das Monument steht unter Denkmalschutz.